# Харківське математичне товариство
Харківське математичне товариство  — асоціація математиків Харкова, громадська організація, що має на меті сприяння розвитку математики і її застосувань, популяризацію досягнень математики, сприяння контактам учених-математиків і підготовці наукової молоді. До складу Товариства входять співробітники Математичного відділення ФТІНТ ім. Б.І. Вєркіна НАН України, Харківського національного університету імені В.Н. Каразіна і викладачі інших вищих навчальних закладів Харкова.

## Історія Товариства
Харківське математичне товариство було засноване в 1879 році при Харківському університеті з ініціативи професора
Василя Григоровича Імшенецького.
Згідно з прийнятим статутом товариства метою Харківського математичного товариства була підтримка розвитку математичної науки і освіти.

З 1885 по 1902 роки в Харкові жив і працював видатний математик Олександр Михайлович Ляпунов. Протягом цього періоду діяльність Ляпунова відіграла важливу роль у розвитку товариства. З 1902 по 1906 роки головою Харківського математичного товариства став видатний учень О.М. Ляпунова — Володимир Андрійович Стєклов, який пізніше організував і став першим директором Фізико-математичного інституту РАН в Москві.
З 1906 року і протягом наступних майже сорока років Товариство очолював відомий геометр Дмитро Матвійович Синцов. 
Завдяки його ініціативам діяльність Товариства істотно сприяла поліпшенню математичної освіти в Харкові.
У 1933 році переїздить до Харкова і очолює Інститут математики Наум Ілліч Ахієзер. З 1947 року Ахієзер  стає головою Товариства. 
Завдяки його зусиллям математичне товариство Харкова істотно зміцнилося.  
Пізніше Товариство очолювали Олексій Васильович Погорєлов, Володимир Олександрович Марченко, Йосип Володимирович Островський. В даний час президентом товариства є Євген Якович Хруслов. 
У різний час членами Товариства були
Амінов Юрій Ахметович,
Андреєв Костянтин Олексійович, 
Ахієзер Наум Ілліч,
фон Бейєр Євген Ілліч,
Бернштейн Сергій Натанович,
Бланк Яків Павлович,
Борисенко Олександр Андрійович,
Борок Валентина Михайлівна,
Гандель Юрій Володимирович,
Граве Дмитро Олександрович,
Глазман Ізраїль Маркович,
Деларю Данило Михайлович,
Дрінфельд Володимир Гершонович,
Дрінфельд Гершон Іхельович,
Жмудь Еммануїл Мосифович,
Кадець Володимир Михайлович,
Кадець Михайло Йосипович,
Котов Тихон Іванович,
Крейн Марко Григорович,
Ландау Лев Давидович,
Ландкоф Наум Самойлович,
Левін Борис Якович,
Левітан Борис Моїсейович,
Лівшиць Михайло Самойлович,
Любіч Юрій Ілліч,
Ляпунов Олександр Михайлович,
Марченко Володимир Олександрович,
Мілка Анатолій Дмитрович,
Мишкіс Анатолій Дмитрович,
Островський Йосип Володимирович,
Пастур Леонід Андрійович,
Повзнер Олександр Яковлевич,
Погорєлов Олексій Васильович,
Пшеборський Антоній Павлович,
Рвачов Володимир Логвинович,
Рофе-Бекетов Федір Семенович,
Синцов Дмитро Матвійович,
Стєклов Володимир Андрійович,
Сушкевич Антон Казимирович,
Тихомандрицький Матвій Олександрович,
Фельдман Геннадій Михайлович,
Хруслов Євген Якович,
Шепельский Дмитро Георгійович,
Чуєшов Ігор Дмитрович,
Щербина Марія Володимирівна.
В.Г. Дрінфельд є лауреатом Філдсовської премії (1990 р.).

## Видавнича діяльність Товариства
Практично відразу після заснування, з 1880 року, товариством видавався збірник «Повідомлення Харківського математичного товариства» («Сообщения и протоколы заседаний математического общества при Императорском Харьковском университете»).
Перший час виходило по два випуски на рік розміром від двох до п'яти друкованих аркушів.
У 1960 році публікації Повідомлень Харківського математичного товариства було припинені. Пізніше, в 1965 р завдяки зусиллям Н. І. Ахієзера було засновано журнал Теорія функцій, функціональний аналіз та їх застосування, який видавався до 1992 року. З 1994 по 1999 рік Харківське математичне товариство брало участь в публікації журналу Математична Фізика, Аналіз і Геометрія.